# Младежки театър „Николай Бинев“
Младежки театър „Николай Бинев“ е държавен репертоарен театър, основан през 1945 г. като „Народен театър за младежта“. През петдесетте години на ХХ век директори на театъра са Стефан Караламбов (1951 – 1952), Пенка Дамянова (1952 – 1957), Кръстьо Мирски (1957 – 1960). От 1981 г. носи името на Людмила Живкова. През 2001 г. изгарят покрива и сцената на сградата му. От януари 2006 г., с указ на Президента, е преименуван в чест на актьора Николай Бинев – Младежки театър „Николай Бинев“. В периода 2006 – 2022 директор на театъра е Владимир Люцканов. От април 2022 г. директор е Михаил Байков, а зам. – директор – Делян Тодоров.

## Трупа
Част от трупата на Младежки театър са актьорите Александър Хаджиангелов, Ангелина Славова, Вихър Стойчев, Живка Ганчева, Зорница Маринкова, Искра Донова, Койна Русева, Красимир Недев, Ния Кръстева, Юлиян Петров, Мариана Миланова, Мая Бабурска, Николай Луканов, Рая Пеева, Светослав Добрев, Станка Калчева, Стефан Мавродиев, Явор Спасов, Ярослава Павлова, Кирил Недков, Августина-Калина Петкова, Георги Гоцин, Николай Владимиров, Ахмед Юмер, Веселина Конакчийска, Гергана Христова.

## Постановки
- „Жажда“ – авторски спектакъл на Велимир Велев
- „Карлсон“ от Астрид Линдгрен, режисьор Венцислав Асенов
- „Карнавал.com“ от Жорди Галсеран, режисьор Василена Радева
- „Кола Брьонон“ от Ромен Ролан, режисьор Владимир Люцканов
- „Любов и пари“ от Денис Кели, режисьор Петър Кауков
- „Любовна песен“ от Джон Колвенбак, режисьор Андрю Волкофф
- „McBeth“ по Уилям Шекспир, режисьор Теди Москов
- „Малкият Мук“ от Вилхелм Хауф, режисьор Венцислав Асенов
- „Нордост“ от Торстен Бухщайнер, режисьор Василена Радева
- „Островът на съкровищата“ от Кен Лудвиг, по романа на Робърт Луис Стивънсън, режисьор Петър Кауков
- „Правилата на играта“ от Стефан Прохоров, режисьор Димитър Стефанов
- „Спящата красавица“ по Шарл Перо, режисьор Венцислав Асенов
- „Страхотни момчета“ – мюзикъл от Дейвид Язбек и Терънс Макноли, режисьор Владимир Люцканов
- „Стъпка напред“ – мюзикъл от Денис Кинг и Ричард Харис, режисьор Андрей Аврамов
- „Сянката на моята душа“ – авторски спектакъл на Велимир Велев
- „Три сестри“ от Антон Чехов, режисьор Крикор Азарян
- „Фрида“ от Саня Домазет, режисьор Веселин Димов

## Награди
2022
- Награда Икар 2022 в категорията „Режисура“ на Николай Поляков за „Майстора и Маргарита“, реж. Николай Поляков
- Награда Икар 2022 в категорията „Водеща женска роля“ на Койна Русева за ролята на Воланд в „Майстора и Маргарита“, реж. Николай Поляков

2017
- Награда Икар 2017 в категорията „Поддържаща мъжка роля“ на Ивайло Христов за ролята на Лебедев в „Иванов“, реж. Стефан Мавродиев
- Награда Аскеер 2017 в категорията „Най-добро представление“ за спектакъла „Еквус“ от Питър Шафър, реж. Стайко Мурджев

2016
- Награда Аскеер 2016 в категорията „Изгряваща звезда“ на Александър Хаджиангелов за ролята му на Пилето в „Пилето“, реж. Васил Дуев
- Награда Аскеер 2016 в категорията „Сценография“ на Свила Величкова за „Алиса в страната на чудесата“, реж. Анастасия Събева

2015
- Награда Икар 2015 в категорията „Водеща мъжка роля“ на Марин Янев за ролята на Фернар във „Вятърът в тополите“, реж. Владимир Люцканов
- Награда Икар 2015 в категорията „Авторска музика“ на Христо Намлиев за „Момо“, реж. Веселка Кунчева
- Награда Аскеер 2015 в категорията „Водеща мъжка роля“ на Герасим Георгиев–Геро за ролята му на Пони в „Семеен албум“, реж. Малин Кръстев
- Награда Аскеер 2015 в категорията „Поддържаща мъжка роля“ на Стефан Мавродиев за ролята на Гърти в „Кривите огледала“, реж. Ивайло Христов
- Награда Аскеер 2015 в категорията „Театрална музика за Христо Намлиев“ за „Момо“, реж. Веселка Кунчева
- Награда Аскеер 2015 в категорията „Съвременна българска драматургия“ на Малин Кръстев за „Семеен албум“, реж. Малин Кръстев

2013
- Награда Аскеер 2013 на Станка Калчева за поддържаща женска роля в „Часът на вълците“

2012
- Награда Икар 2012 за поддържаща женска роля на Искра Донова за ролята на Джес в „Любов и пари“ от Денис Кели
- Награда Аскеер 2012 за поддържаща мъжка роля на Стефан Мавродиев за ролите му в „Любов и пари“ от Денис Кели
- Награда Аскеер 2012 за костюмография на Свила Величкова на „Mcbeth“ по „Макбет“ на Шекспир
- Номинация за годишната награда на Фондация „Стоян Камбарев“, 2012 „за полет в изкуството“ на Стефан Прохоров за пиесата му „Правилата на играта“

2011
- I Награда от фестивала на малките театрални форми във Враца 2011 за костюмите на Антоанета Костова във „Фрида“
- III Награда от фестивала на малките театрални форми във Враца 2011 за женска роля на Станка Калчева за ролята ѝ на Фрида в едноименния спектакъл
- Номинация Аскеер 2011 за поддържаща женска роля на Ангелина Славова за ролята на Ана в „Карнавал.com“ от Жорди Галсеран
- Номинация Аскеер 2011 за най-добро представление на „Кола Брьонон“ по Ромен Ролан
- Номинация Аскеер 2011 за музика на Кирил Дончев за „Кола Брьонон“ по Ромен Ролан
- Награда Аскеер 2011 за костюмография на Петя Стойкова за „Кола Брьонон“ по Ромен Ролан
- Награда от Фондация „Димитър Вълчев“ на Кирил Дончев за авторска музика на „Кола Брьонон“
- Номинация ИКАР 2011 на САБ за музика на Кирил Дончев за авторска музика на „Кола Брьонон“

2009
- Награда Икар 2009 за поддържаща женска роля на Станка Калчева в „Страхотни момчета“
- Награда Аскеер 2009 за поддържаща женска роля на Станка Калчева в „Страхотни момчета“
- Номинация Икар 2009 за майсторско техническо осъществяване за „Страхотни момчета“
- Номинация Аскеер 2009 за поддържаща мъжка роля на Стефан Мавродиев в „Страхотни момчета“